# Bourghelles

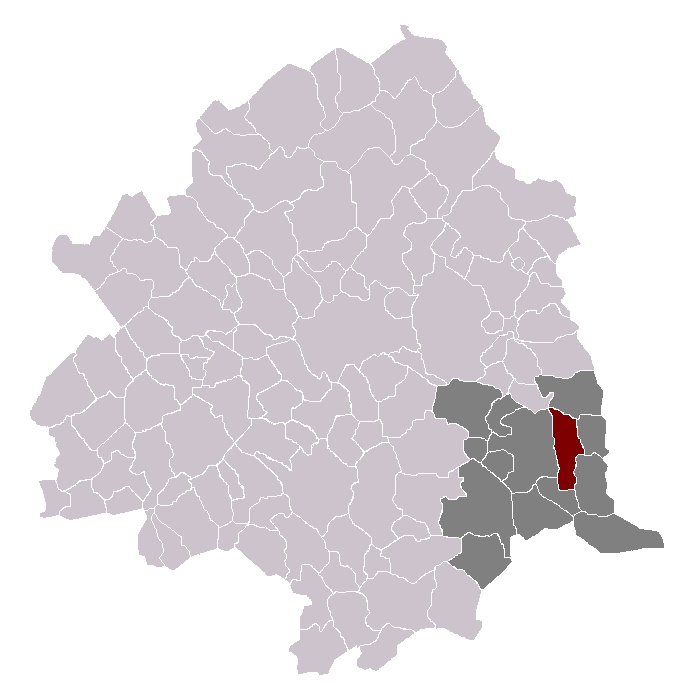
Localització de Bourghelles

Bourghelles és un municipi francès, situat a la regió dels Alts de França, al departament del Nord. L'any 2006 tenia 1.494 habitants. Limita al nord amb Camphin-en-Pévèle, a l'est amb Wannehain, al sud-est amb Bachy, al sud amb Cobrieux i a l'oest amb Cysoing.

## Demografia
| 1962                                       | 1968 | 1975  | 1982  | 1990  | 1999  | 2006  |
| ------------------------------------------ | ---- | ----- | ----- | ----- | ----- | ----- |
| 841                                        | 922  | 1.132 | 1.160 | 1.232 | 1.418 | 1.494 |
| Des de 1962: població sense dobles comptes |      |       |       |       |       |       |

## Administració
| Període   | Identitat              | Partit |
| --------- | ---------------------- | ------ |
| 1980-1983 | Francis Bearez         |        |
| 1983-2001 | Jean-Pierre Crinquette |        |
| 2001-     | Alain Duthoit          |        |